# 杨兰兰事件
2025年7月26日凌晨，一位名叫杨兰兰的23岁华人女子在澳大利亚悉尼东部郊区驾驶劳斯莱斯SUV与一辆黑色奔驰在大街上迎面相撞，事发后该女子短暂逃逸，后又返回事故现场并主动投案。该事件因杨兰兰背景神秘、其财富成谜及网传天价保释金而引起热议和关注。

## 案发经过
2025年7月26日凌晨，23岁的华人女子杨兰兰在澳大利亚悉尼东部郊区玫瑰灣驾驶蒂芙尼藍劳斯莱斯库里南SUV驶入逆行车道，与一辆黑色奔驰在大街上迎面相撞。奔驰车驾驶者为当地电台主持人凯尔·桑迪兰兹的司机，52岁的乔治·普拉萨拉斯（George Plassaras），事发时凯尔·桑迪兰兹则不在车上。附近居民立即拨打报警电话。警方和救援人员抵达后，消防员与急救人员花了约半小时将伤者抬出，并迅速送往圣文森特医院接受手术治疗。事发后，杨兰兰短暂逃逸，后又返回事故现场并主动投案。警方对杨兰兰现场进行了呼气测试，结果呈阳性。随后她被带往韦弗利警局，但她拒绝再次接受呼气测试。

## 后续
事故发生后，杨兰兰没有受伤，而乔治·普拉萨拉斯则脊椎骨折、肋骨断裂、脾脏和横膈膜破裂、腹部撕裂、髋部两侧骨折、股骨两侧骨折。其髋部严重骨折，右髋关节被切除，造成了终身残疾。
7月26日当天，杨兰兰获准保释，但必须严格遵守相关规定，包括：每周一、周三、周五上午8时至晚上8时期间，须向玫瑰湾警察局报到一次；将护照上交，并不得申请新护照；夜间（晚9时至早6时）不得离开住所；禁止驾驶车辆。
7月30日下午，杨兰兰在一名男子陪同下到玫瑰湾警局报到，但面对现场记者的问题，杨兰兰没有任何回应。
8月15日上午，该案在澳大利亚悉尼唐宁中心地方法院首次提审，约百名当地华人前来围观。杨兰兰本人未到场，而是以视频方式出庭。庭审全程仅约10分钟，杨兰兰面临两项正式指控，分别是“因不当行为驾驶机动车造成身体伤害”（T1级别罪行）和“拒绝或未能接受呼气酒精分析”（首次违法）。杨的律师表示，目前无法对指控作出是否认罪的答辩。法院将案件延后至9月26日再审。杨的律师还为其申请了下一次出庭的豁免权，并获得了许可。

## 争议
杨兰兰的神秘背景与豪奢生活引发了网络热议，一些人将她形容为“天龍人”。涉案的劳斯莱斯SUV为2025款车型，零售价超过100万澳元。其在车祸现场身着奢华服装，总价值或达5000澳元。杨居住在悉尼东部胡拉勒自治市沃克盧斯的一套顶层豪华公寓。杨还拥有第二辆劳斯莱斯——未注册的白色劳斯莱斯古思特，价值高达80万美元。她还用大量限量款Labubu玩偶在车内装饰。7月30日在玫瑰湾警局报到时，其身着超过一件18,000美元的独家复古香奈儿夹克、一顶售价超过3,000美元的帽子，一双价值1,500美元的复古香奈儿高跟鞋和一副价值约750美元的Miu Miu太阳镜。
杨兰兰本人背景神秘，没有社群媒体帐号、公司及房产登记纪录，LinkedIn上也无任何资料，其家庭、父母、企业背景、财富来源也一无所知。事故发生后，网上有传言称她“支付了7000万澳元的保释金”，甚至称她“拥有超过2700亿澳元的存款”，不过这些消息无任何权威来源证实。当地法院否认了天价保释金等传闻。中国大陆社交媒体上还盛传杨兰兰英文名为“Wendy”，是新南威尔士大学毕业生，靠铁矿石贸易发家致富。有传言称7月30日下午陪同她到玫瑰湾警局报到的男子为其保镖，是武警中校，但该说法未经证实，可信度存疑。网络上有多则杨兰兰为中国高官后代的传言：有传言称其为中国前国家主席杨尚昆的重孙女，有传言称其为中国前外交部长杨洁篪的孙女，甚至有传言称其为中国国家主席习近平的私生女。另有传言称杨兰兰是台湾人，父亲是台湾正雄集团老总、台湾工商协进会理事杨正雄，母亲是正雄文教基金会执行长林淑惠，其家族与民进党政要关系匪浅，媒体人矢板明夫驳斥称该说法是“抹黑民进党”，是“認知作戰的一种手法”。8月9日，前《环球时报》总编辑胡锡进发文，推断部分流言为伪，呼吁“让子弹飞一会”。8月11日，观察者网发文驳斥了部分流言。